# Księży Dwór (powiat działdowski)
Księży Dwór (niem. Niederhof) – wieś w Polsce, położona w województwie warmińsko-mazurskim, w powiecie działdowskim, w gminie Działdowo.
W latach 1975–1998 wieś administracyjnie należała do województwa ciechanowskiego.

## Integralne części wsi
| SIMC    | Nazwa     | Rodzaj    |
| ------- | --------- | --------- |
| 0113603 | Prusinowo | część wsi |

## Historia[6]
W XI i XII wieku była tu osada słowiańska, o czym świadczy odnalezione tu cmentarzysko. Dzisiejsza wieś powstała najprawdopodobniej około roku 1400, kiedy to Krzyżacy założyli tu swój folwark mający zaopatrywać pobliski zamek w Działdowie. Początkowo majątek nie posiadał nazwy, dopiero w roku 1557 wymieniany jest jako niedere Hof (późniejszy Niederhof). Od 1771 roku w Księżym Dworze znajdował się zarząd domeny królewskiej, przeniesiony tu z zamku w Działdowie. W 1811 majątek przeszedł w ręce prywatne, a od 1855 do 1945 właścicielami folwarku byli członkowie rodziny Frankensteinów. Po II wojnie światowej cały folwark z przyległymi ziemiami został wcielony do miejscowego PGR, który miał siedzibę w zabytkowym pałacyku. Obecnie pałac, park oraz budynki gospodarcze są własnością prywatną.

## Zabytki
Do wojewódzkiego rejestru zabytków wpisane są obiekty:
- zespół pałacowy i folwarczny, k. XVIII
  - pałac
  - dworek
  - park
  - cmentarz ewangelicki (rodzinny) w parku
- folwark: 
  - bażanciarnia, ob. muzeum
  - magazyn zbożowy
  - stodoła
  - owczarnia
  - dwie obory
  - kuźnia
  - gorzelnia
  - czworak